# Linda Segtnan
Linda Kristina Segtnan, född 1 januari 1986, är en svensk historieskribent och författare.

## Biografi
Segtnan arbetar till vardags som skribent i ämnet historia.
Hon debuterade 2022 som författare med Åttonde huset: till åminnelse av en flicka. Boken har beskrivits som "en ojämn men djärv debutbok". Boken bygger på en sann berättelse, mordet 1948 på 9-åriga Birgitta Sivander från Perstorp. Huvudperson är en kvinna, mamma och historiker som skapar ett maniskt intresse för det olösta mordet. Det är dock ingen traditionell deckare och det primära är inte att lösa ett gammalt fall, utan kan snarare ses som en självbiografiskt skriven bok om en labil kvinnas sökande efter andlig harmoni.
I juni 2023 kom Segtnan ut med Storasystern. Den beskrivs som en "välskriven och lagom kuslig spökhistoria med många av de klassiska skräckelementen" – en skicklig skräckberättelse.